# Cratere Cézanne
Cézanne è un cratere d'impatto presente sulla superficie di Mercurio, a 8,47° di latitudine sud e 123,65° di longitudine ovest. Il suo diametro è pari a 67 km.
Il cratere è dedicato al pittore francese Paul Cézanne.